# أندريه ماكفرلين
أندريه ماكفرلين (بالإنجليزية: Andre McFarlane)‏ (1 نوفمبر 1989 في المملكة المتحدة - ) هو لاعب كرة قدم بريطاني في مركز الدفاع. شارك مع منتخب جزر كايمان لكرة القدم. أما مع النوادي، فقد لعب مع Tivoli Gardens F.C. ‏.

## وصلات خارجية
- أندريه ماكفرلين على موقع الاتحاد الدولي (مؤرشف)  (الإنجليزية)
- أندريه ماكفرلين على موقع قاعدة بيانات كرة القدم.إي يو (الإنجليزية)
- أندريه ماكفرلين على موقع ناشيونال فوتبول تيمز (الإنجليزية)
- أندريه ماكفرلين على موقع Soccerway.com (الإنجليزية)